# Innozenz IV.

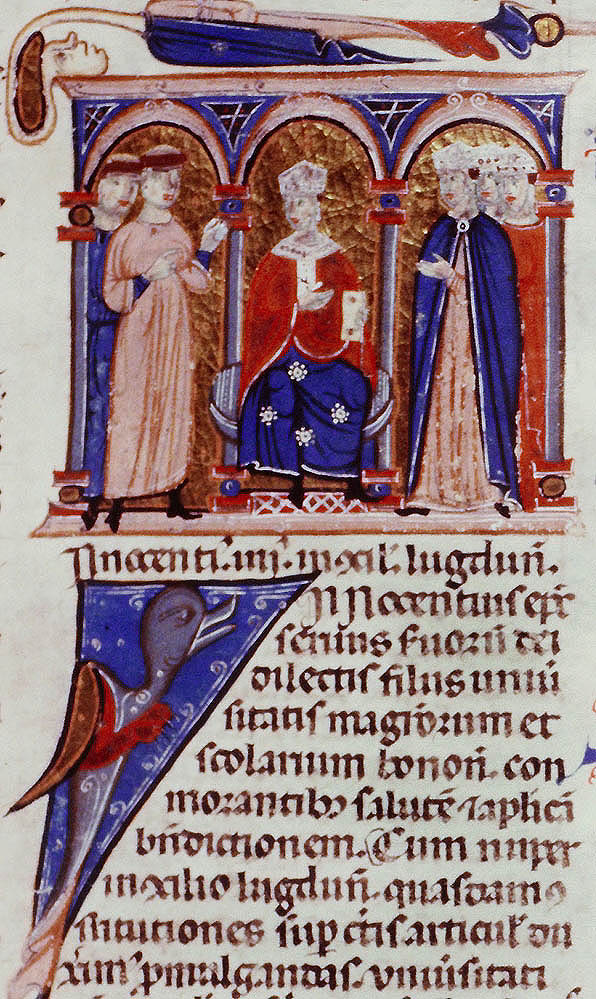
Innozenz IV. auf dem Konzil von Lyon (Darstellung aus dem 13. Jahrhundert)

Innozenz IV., eigentlich Sinibaldo de Fieschi (* um 1195 in Genua; † 7. Dezember 1254 in Neapel), war von 1243 bis zu seinem Tod Ende 1254 römischer Papst. Prägend für sein Pontifikat war der Konflikt mit dem römisch-deutschen Kaiser Friedrich II.

## Frühe Jahre und Papstwahl
Er entstammte einer der ersten Familien der genuesischen Oberschicht, den Fieschi, und zählte nach seinem Studium in Parma und Bologna zu den bedeutendsten Kanonisten seiner Zeit. Als solcher sah er den Papst als obersten geistlichen und weltlichen Gesetzgeber, ein Verständnis, wie es vor allem die Päpste Gregor VII. (1073–1085) und der in Sinibaldus’ Jugend amtierende Innozenz III. (1198–1216) hatten und dem er später selbst als Papst nacheifern sollte.
Seit dem 5. Dezember 1223 ist Sinibaldus als magister und als päpstlicher Subdiakon belegt, 1226 wurde er Kanoniker im Domkapitel von Parma, wo sein Onkel Obizzo Fieschi Bischof war. In Rom gehörte er zur Familie des Kardinals Hugolinus, der 1227 zu Papst Gregor IX. gewählt wurde. Seit November 1226 ist Sinibaldus als Auditor litterarum contradictarum nachweisbar, Ende Mai 1227 ernannte ihn Gregor IX. zum Vizekanzler der Römischen Kirche und damit zum Leiter der päpstlichen Kanzlei. Am 18. September 1227 folgte die Ernennung zum Kardinalpriester von San Lorenzo in Lucina, fünf Tage danach war Sinibaldus letztmals als Vizekanzler tätig. In den folgenden Jahren war Fieschi mehrmals für Gregor IX. in politischer Mission tätig, unter anderem in Ancona und Rimini. 1240 wurde er vom Papst nach Rom zurückbeordert.

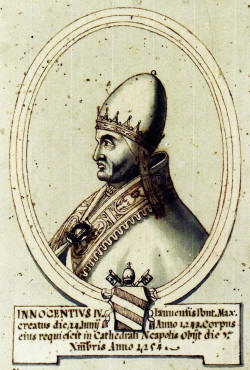
Innozenz IV. (Stich aus dem 17. Jahrhundert)

Sein unmittelbarer Vorgänger war Coelestin IV., der jedoch das Pontifikat lediglich 17 Tage innehatte. Nach einer Sedisvakanz von 19 Monaten wurde endlich durch ein in Anagni tagendes Konklave Kardinal Fieschi zum Papst gewählt. Mit der Wahl Innozenz’ am 25. Juni und seiner Inthronisation als Papst am 28. Juni 1243 schlug die Freundschaft des römisch-deutschen Kaisers Friedrich II. zu einem Kardinal um in eine Feindschaft zu einem Papst. In dem Brief an die Kurie äußerte er jedoch respektvoll die Erwartung, dass die Differenzen zwischen dem Reich und dem Heiligen Stuhl freundschaftlich ausgeräumt werden könnten. Die kurze Zeit später beginnenden Verhandlungen zeigten aber, dass weder der Kaiser noch der neue Papst von ihren Ansprüchen abrücken wollten.

## Das Mongolenproblem

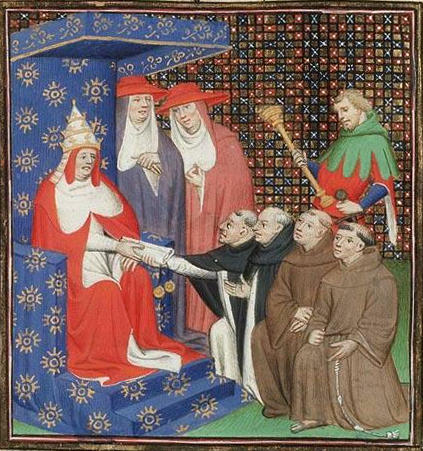
Papst Innozenz IV. entsendet Dominikaner und Franziskaner zu den Tataren (Miniatur vom Meister der Cité des Dames, um 1405)

Zu Beginn der Amtszeit von Innozenz IV. war die akute Phase des Mongolensturms schon abgeklungen, denn die bislang gegen Südosteuropa anstürmenden Mongolen hatten sich überraschend Anfang 1242 in den Bereich der Goldenen Horde an der Wolga zurückgezogen. Doch für die Christenheit bedeuteten sie nach wie vor eine herausragende Bedrohung. Deshalb wurde der Franziskaner Johannes de Plano Carpini 1245 von Innozenz IV. beauftragt, in offizieller Mission als Leiter einer Gesandtschaft den mongolischen Großkhan aufzusuchen. Diplomatischer Hintergrund war, dass nach dem verheerenden Mongolensturm von 1241 weitere Kriegszüge nach Europa ausgeschlossen werden sollten, während Innozenz IV. andererseits die Mongolen auch als Bündnispartner gegen den vorrückenden Islam und zur Sicherung der Kreuzfahrerstaaten zu gewinnen versuchte. Nach einer Audienz des gerade neugewählten Khans Göjük, bei der diesem ein Brief des Papstes hätte überreicht werden sollen (Ob der Brief tatsächlich überreicht wurde oder dies aus taktischer Überlegung von der Gesandtschaft unterlassen wurde, ist nicht überliefert), kehrte die Gesandtschaft zurück und traf im Juni 1247 mit einem Brief des Großkhans an den Papst wieder in Kiew ein. Da das unaufgeforderte Erscheinen einer Abordnung der Gegenseite nach mongolischer Tradition für den Khan bedeutete, dass man sich ihm unterwerfen wolle, forderte der neue Mongolenherrscher in diesem Schriftstück den Papst mit einer hinzugefügten, versteckten Drohung dazu auf, zusammen mit den anderen Königen unverzüglich zu ihm zu kommen, um sich ihm persönlich zu unterwerfen. Es ist nicht mit Sicherheit bekannt, ob dieses Dokument dem Papst wirklich überbracht wurde.
1252 wurde nunmehr der sich im Gefolge von König Ludwigs IX. bereits im Heiligen Land befindende Minoritenmönch Wilhelm von Rubruk in Akkon von Papst Innozenz IV. beauftragt, ebenfalls in offizieller Mission den Großkhan aufzusuchen. Nachdem die Mongolen ihre Angriffe auf Südosteuropa nicht wiederaufgenommen hatten, war der Papst diesmal sogar an ihrer Christianisierung und an intensiven diplomatischen Kontakten mit dem Mongolenreich interessiert, da er immer noch hoffte, sie zu Verbündeten gegen den Islam zu gewinnen. Die in dieser Hinsicht ergebnislose Rückkehr seines Gesandten hat er jedoch nicht mehr erlebt.

## Der Konflikt mit dem Kaiser

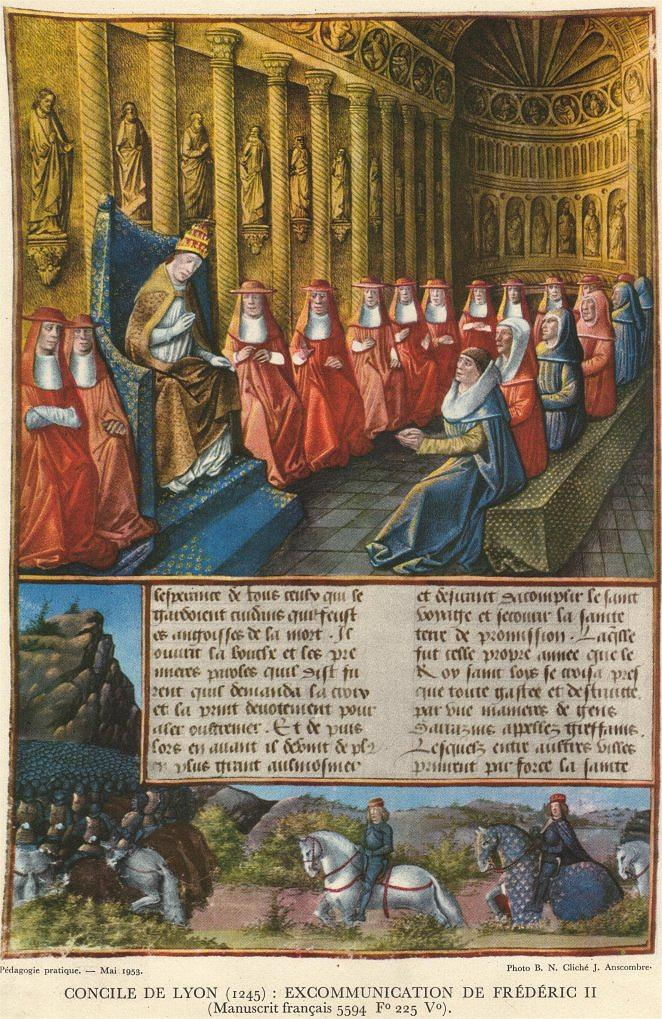
Das Konzil, auf dem 1245 Friedrich II. für abgesetzt erklärt wurde (Darstellung aus einem französischen Buch)

Innozenz IV. fühlte sich in Rom sowohl vor dem Volk wie vor dem Kaiser unsicher. Bei einem Streit um die zum Patrimonium Petri gehörende Stadt Viterbo traten die beiden erstmals als Gegner auf. Dem vom Kaiser erwünschten Treffen wich der Papst aus und flüchtete insgeheim im Sommer 1244 nach Genua und von dort nach Lyon. Hier behauptete er, der Kaiser habe ihn hintergehen wollen, und berief 1245 ein allgemeines Konzil ein, das XIII. ökumenische. Vor hauptsächlich französischen und spanischen Teilnehmern bezichtigte er Friedrich in einer ausführlichen Anklage des Eidbruchs, der Häresie, des Sakrilegs und der Unterdrückung der kirchlichen Freiheit. Der Kaiser, der gerade Viterbo plündern ließ, wurde in allen Punkten für schuldig erklärt, von neuem gebannt und der Gehorsam gegen ihn verboten.
Da Friedrich II. sich weigerte, seine Absetzung anzuerkennen, erneuerte der Papst in Anknüpfung an die Konstantinische Schenkung die Lehre von der Überordnung des Papsttums über das Kaisertum und rief gegen Friedrich zum Kreuzzug auf, für den er dieselben Privilegien gewährte wie für einen Zug ins Heilige Land.
Während der daraufhin in Europa ausbrechenden Feindseligkeiten unterstützte er die Gegenkönige Heinrich Raspe und Wilhelm von Holland. Es kam vor allem in Italien zu hartnäckigen und blutigen Auseinandersetzungen zwischen den Anhängern des Papstes und denen des Kaisers (Guelfen und Ghibellinen). Für zwei erfolglose Mordanschläge gegen ihn erklärte Kaiser Friedrich Papst Innozenz IV. für verantwortlich. Auch nach dem Tod Friedrichs II. 1250 führte Innozenz den Kampf gegen die Staufer weiter. Der Papst kehrte zunächst nach Perugia und später 1253 nach Rom zurück.
Innozenz IV. befehdete von nun an König Konrad IV. und nach dessen Tod Manfred, den illegitimen Sohn Friedrichs II., den der Adel und die Stände als den Nachfolger seines Vaters anerkannten. Auf seinem Krankenbett in Neapel hörte Innozenz IV. vom Sieg Manfreds bei Foggia über das päpstliche Heer unter Guglielmo Fieschi. Kurze Zeit später verstarb Innozenz IV. am 7. Dezember 1254. Beigesetzt ist er in der Kathedrale von Neapel. Zum Sarkophag schmückt ein Epitaph seine Grabstätte, für die Erzbischof Annibalde di Capua eine neue Grabinschrift gegen Ende des 16. Jahrhunderts setzen ließ. Sein Nachfolger wurde Alexander IV.
Außer Kaiser Friedrich II. und seinen Nachfolgern erklärte er auch König Sancho II. von Portugal und König Jakob I. von Aragón für abgesetzt.

## Allgemein
1251 sprach Innozenz IV. Margareta von Schottland für ihre Verdienste um die Kirche heilig. Der Kanonist verfasste mit dem Apparatus in quinque libros decretalium einen bedeutenden Kommentar zum kanonischen Recht seiner Zeit. Hier begründete er auch die päpstliche Suprematie gegenüber dem Kaiser, denn laut Apparatus war bzw. ist Christus zu Lebzeiten und in Ewigkeit der Herr und hätte „von Natur aus“ jegliches Urteil über weltliche Herrscher sprechen könne. Dadurch stehe dem Papst als Stellvertreter Christi das Recht zu, den Kaiser abzusetzen, wie es auf dem von Innozenz IV. 1245 einberufenen Konzil von Lyon geschehen ist.
Die Verfolgung von Häretikern war ein weiteres wichtiges Anliegen des Papstes. In diesem Zusammenhang erließ er am 15. Mai 1252 die Bulle Ad Extirpanda, die bald die allgemein anerkannte Norm für das Inquisitionsverfahren wurde. Aus dem weltlichen Recht übernahm die Bulle die bisher bei Häresieprozessen unübliche Folter als Mittel der Wahrheitsfindung.